# Base Progrés

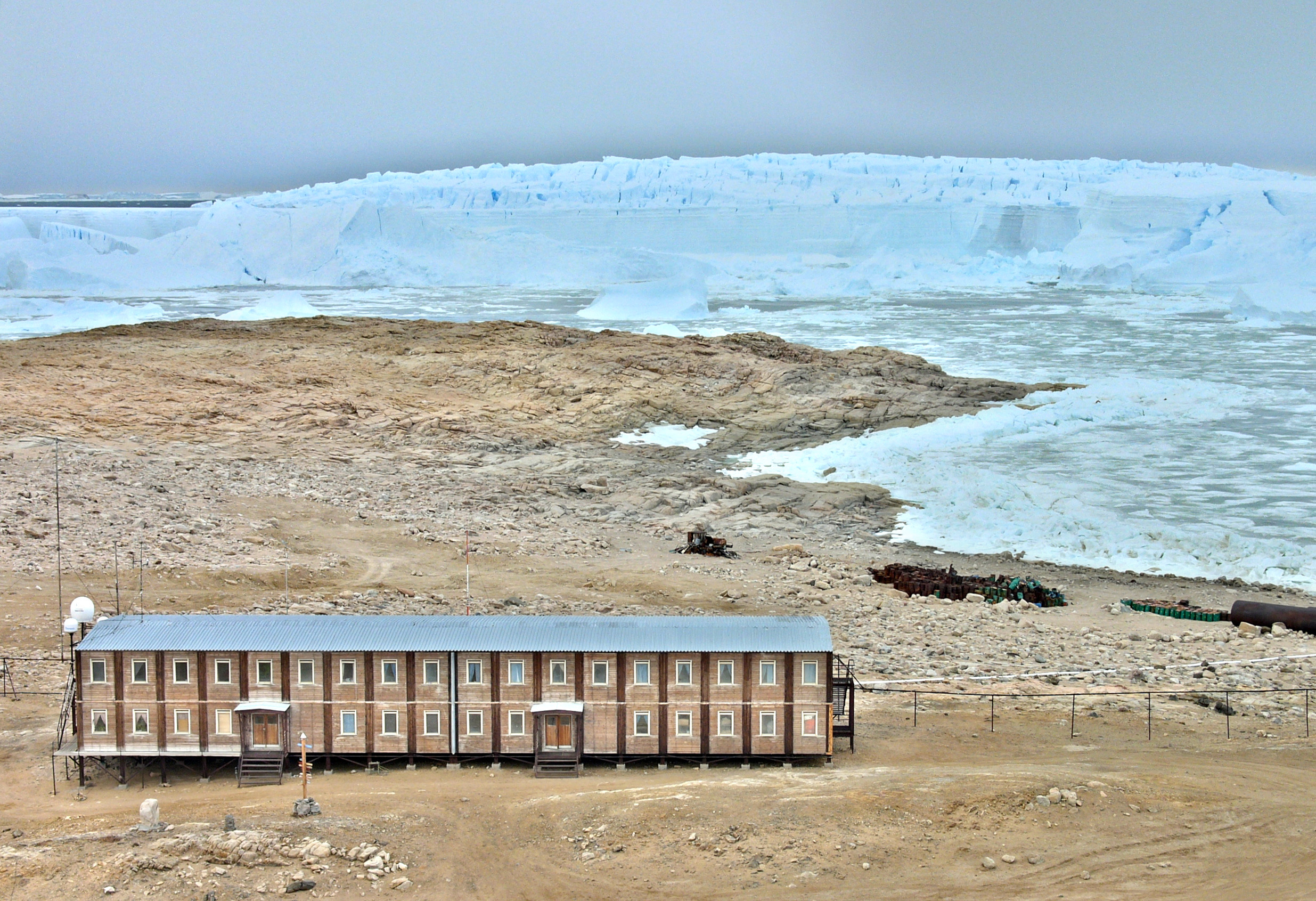
Edificio central de la base Progrés (2007).

Progrés o Progréss (en ruso: Прогресс, que significa Progreso) es una estación de investigación de Rusia (heredada de la Unión Soviética en 1991) ubicada en las colinas Larsemann en la costa de la bahía Prydz, en la costa Ingrid Christensen de la Tierra de la Princesa Isabel en la Antártida.

## Base Progrés I
Fue inaugurada el 1 de abril de 1988 por los miembros de la 33.ª Expedición Antártica Soviética. En la primera invernada participó un equipo de 14 hombres.

## Base Progrés II
El 26 de febrero de 1989 fue trasladada de lugar. Fue cerrada en 2000 y reabierta como base permanente en 2003.
Un campo de aterrizaje se encuentra cerca de la estación, para la conexión aérea con otras estaciones. A partir de 1998-2001 se realizaron obras para transferir las operaciones de transporte desde la Base Mirni y convertirla en la principal base de apoyo a la Base Vostok.
El 4 de octubre de 2008 se produjo un incendio en la base, que provocó la muerte de un trabajador de la construcción y dos heridos graves. El fuego dio lugar a la pérdida completa de la nueva estructura, así como daños a las comunicaciones de la estación y al equipo científico.
En 2013 se completó la construcción de un nuevo complejo de invernada. Se trata de una unidad residencial con sauna y gimnasio, salas para los meteorólogos y los operadores de radio, y unidad médica.